# Heide Museum of Modern Art

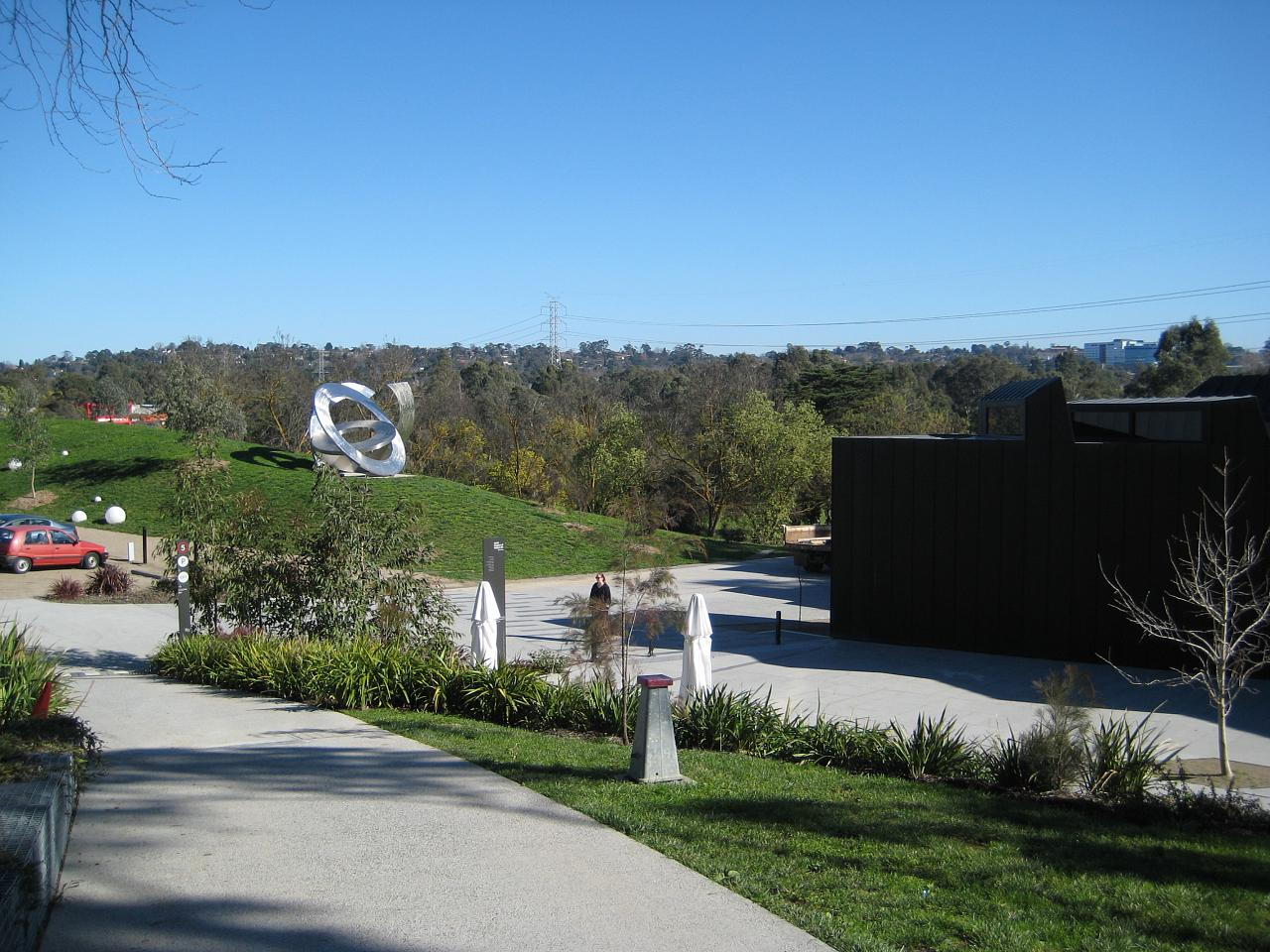
Heidemuseum mit Skulpturenpark

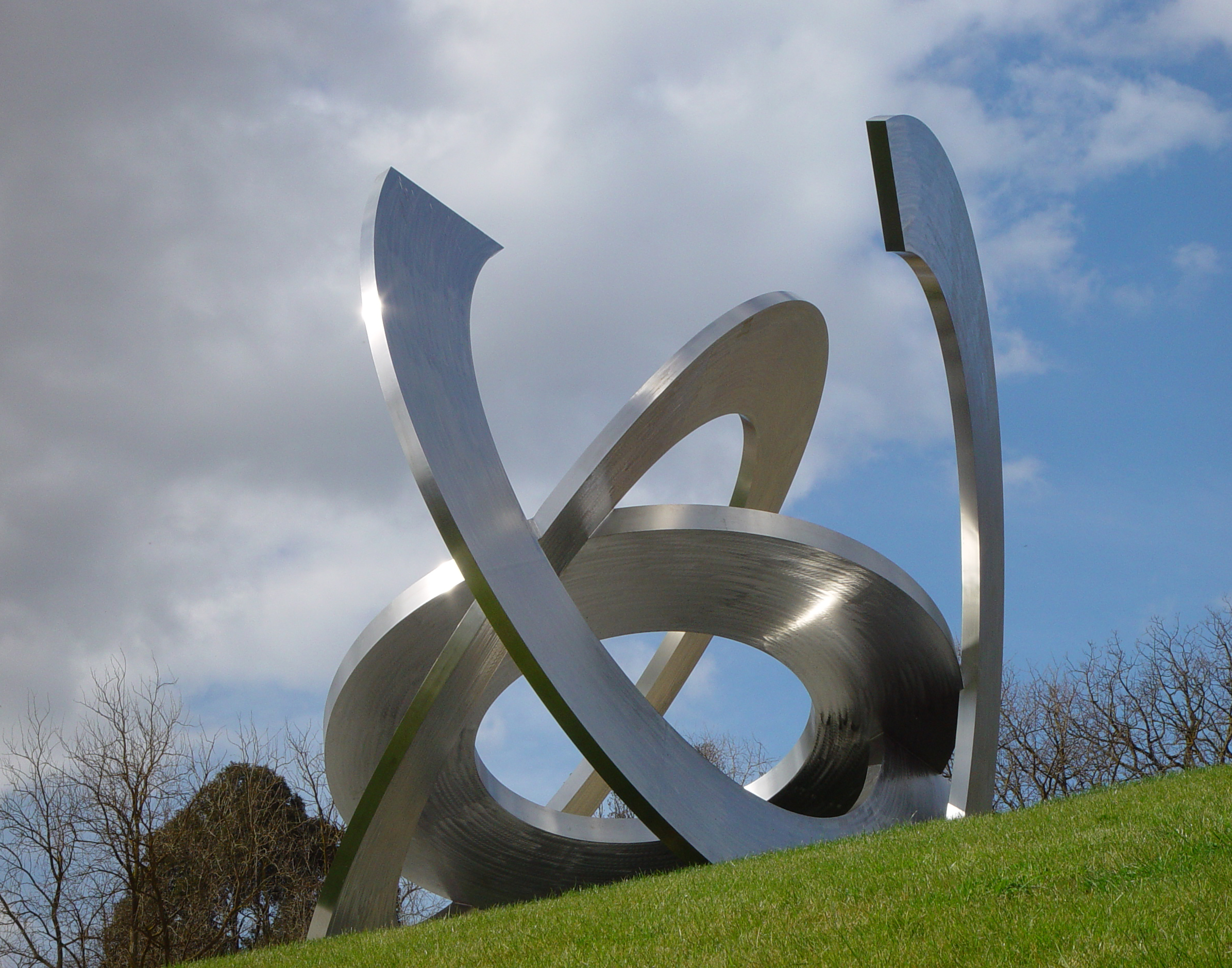
Rings of Saturn (2005/2006) von Inge King

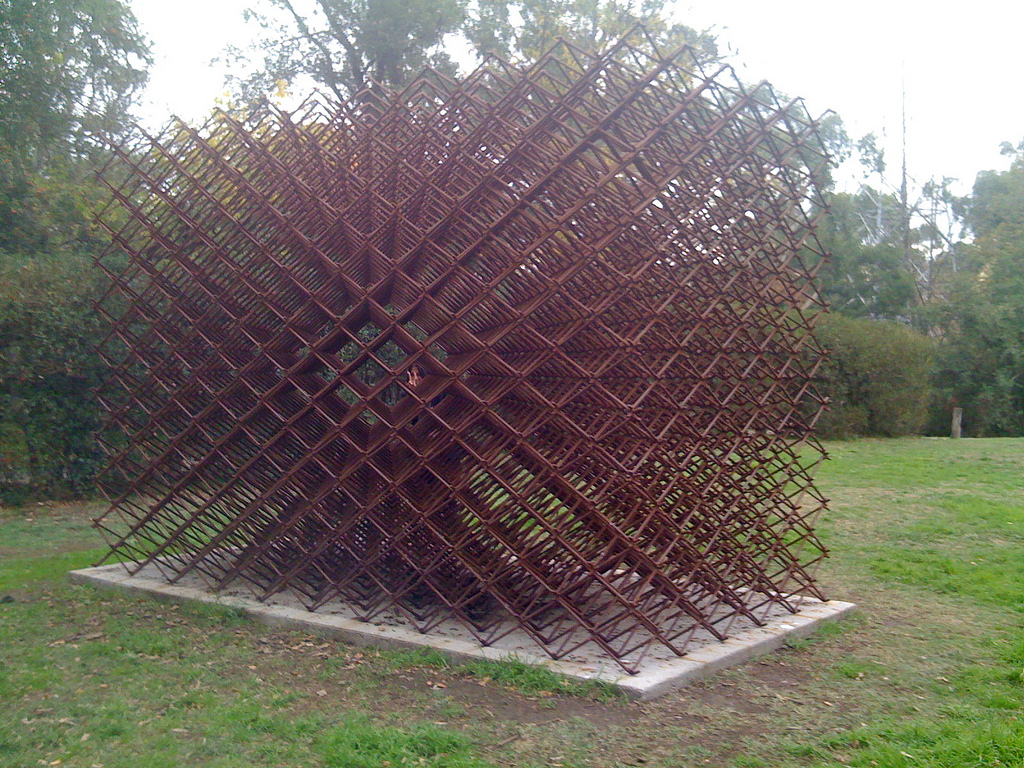
Theoretical Matter von Neil Taylor

Das Heide Museum of Modern Art oder Heide Moma ist ein Museum moderner Kunst in Australien bei der Ortschaft Bulleen in Victoria bei Melbourne.

## Der Museumskomplex
Der Museumskomplex besteht aus drei Gebäuden. Der Name Heide für den Komplex stammt von der nahegelegenen Ortschaft Heidelberg.
- Heide I aus der Zeit 1880er Jahre war ein ursprüngliches Molkereigebäude, das 1934 von Bildhauergruppe, die später als Heide Circle bekannt wurden, darunter die Künstler Albert Tucker, Sidney Nolan und Joy Hester.
- Heide II wurde 1963 als Ausstellungsgebäude und als Wohn- und Werkstattgebäude für Künstler gebaut.
- Heide III wurde 1993 gebaut und ist das größte Ausstellungsgebäude. Es beinhaltet das Central Galleries, die Albert & Barbara Tucker Gallery, das Tucker Study Centre und die Kerry Gardner & Andrew Myer Project Gallery
- Sidney Myer Education Centre wurde als Studienzentrum geplant und gebaut.

### Sammlung
Die Sammlung umfasst Werke der modernen Bildhauerei der 1930er Jahre, wie Moya Dyring, Sidney Nolan, Albert Tucker, Joy Hester, John Perceval, Arthur Boyd, Howard Arkley, Charles Blackman, Peter Booth, Mike Brown, Richard Larter, Wolfgang Sievers, Sweeney Reed, Sam Atyeo und Jenny Watson.

## Skulpturenpark
Der Museumskomplex ist in verschiedene Bereiche aufgeteilt: Museumskomplex, Kitchen Garden, Karakarook's Garden Sir Rupert Hamer Garden und den Skulpturenpark mit den Werken der australischen Bildhauer.

### Skulpturen
- Helmet (2008) von Tanya Court & Cassandra Chilton
- Rings of Saturn (2006) von Inge King (1918)
- Unfurling (2006) von Andrew Rogers
- Karakarook’s Garden (2005/6) von Lauren Berkowitz
- Aeroplane boy (2003) von Dean Bowen (1957)
- Theoretical Matter (1999/2000) von Neil Taylor (1945)
- Running man (1995/6) von Rick Amor (1948)
- Tree of knowledge (1989) von Alex Selenitsch
- Cows (1987) von Jeff Thomson (1957)
- Circus by the sea (1982) van Geoffrey Bartlett (1952)
- The seed - Accumulation (1981) von Vlase Nikoleski (1948)
- Magdalene (1978) (1985 aufgestellt) von George Baldessin (1939–1978)
- Opus 129 (1962) von Robert Klippel (1920–2001)

## Fotogalerie

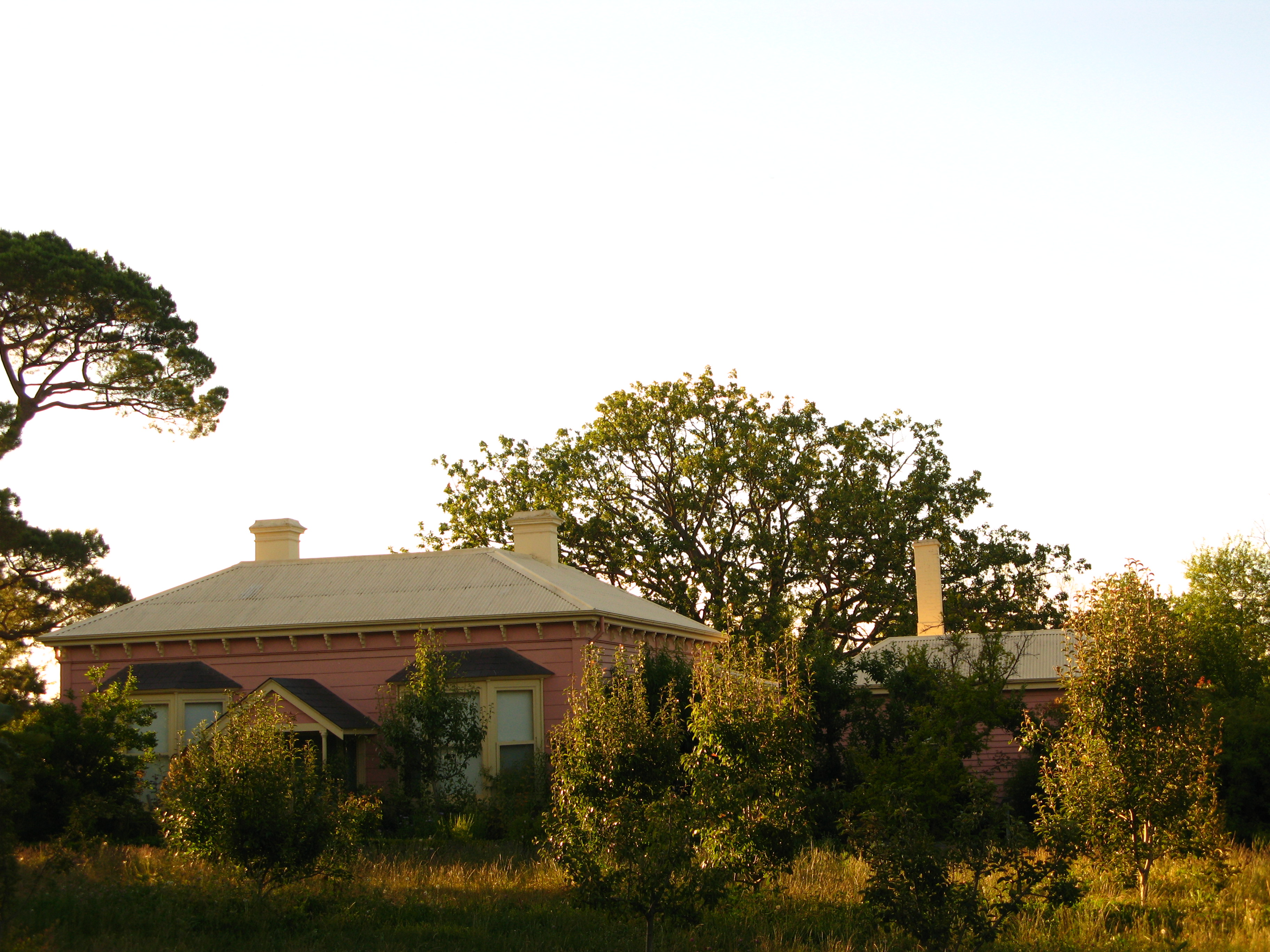
Gebäude Heide I
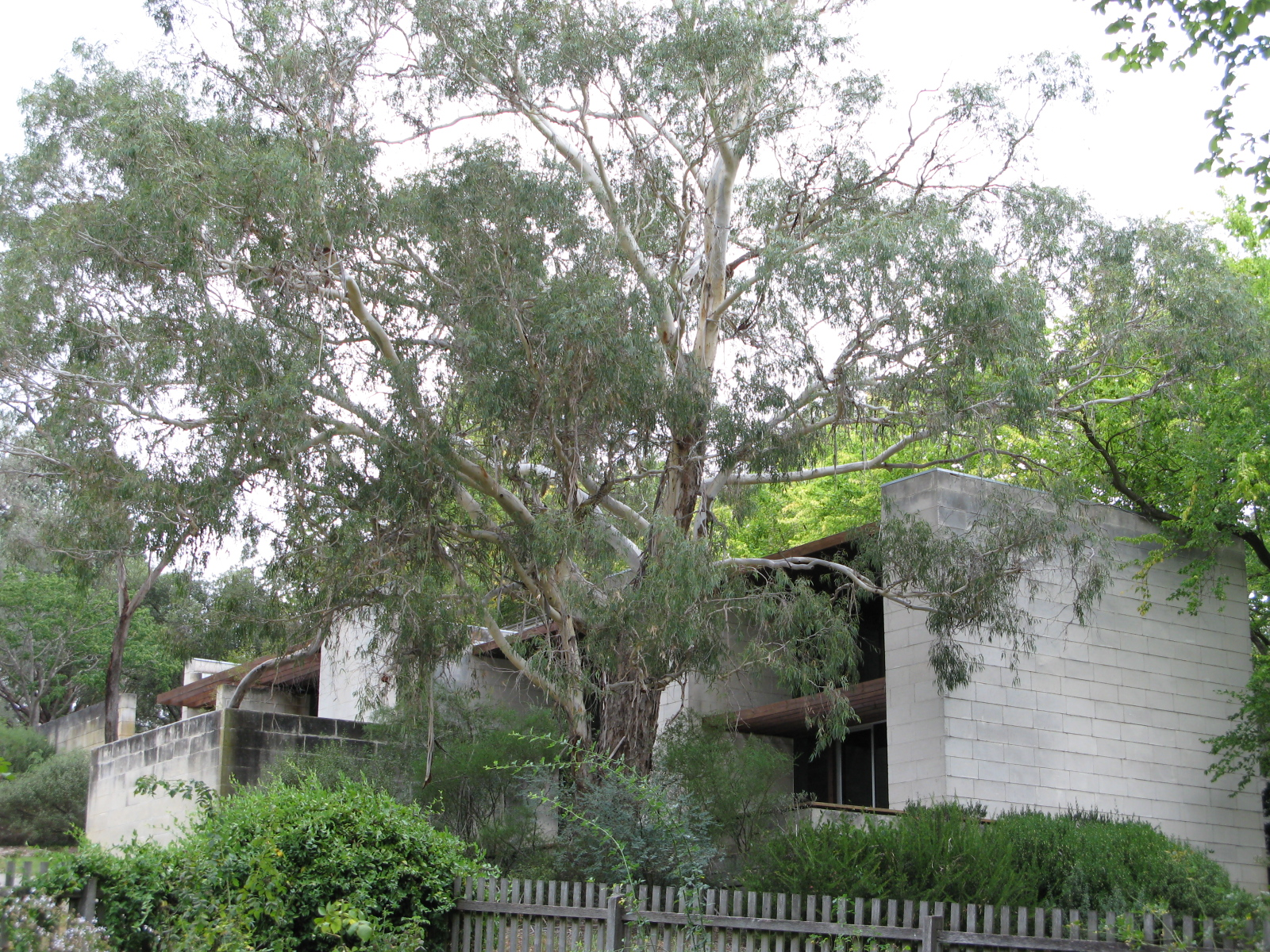
Gebäude Heide II
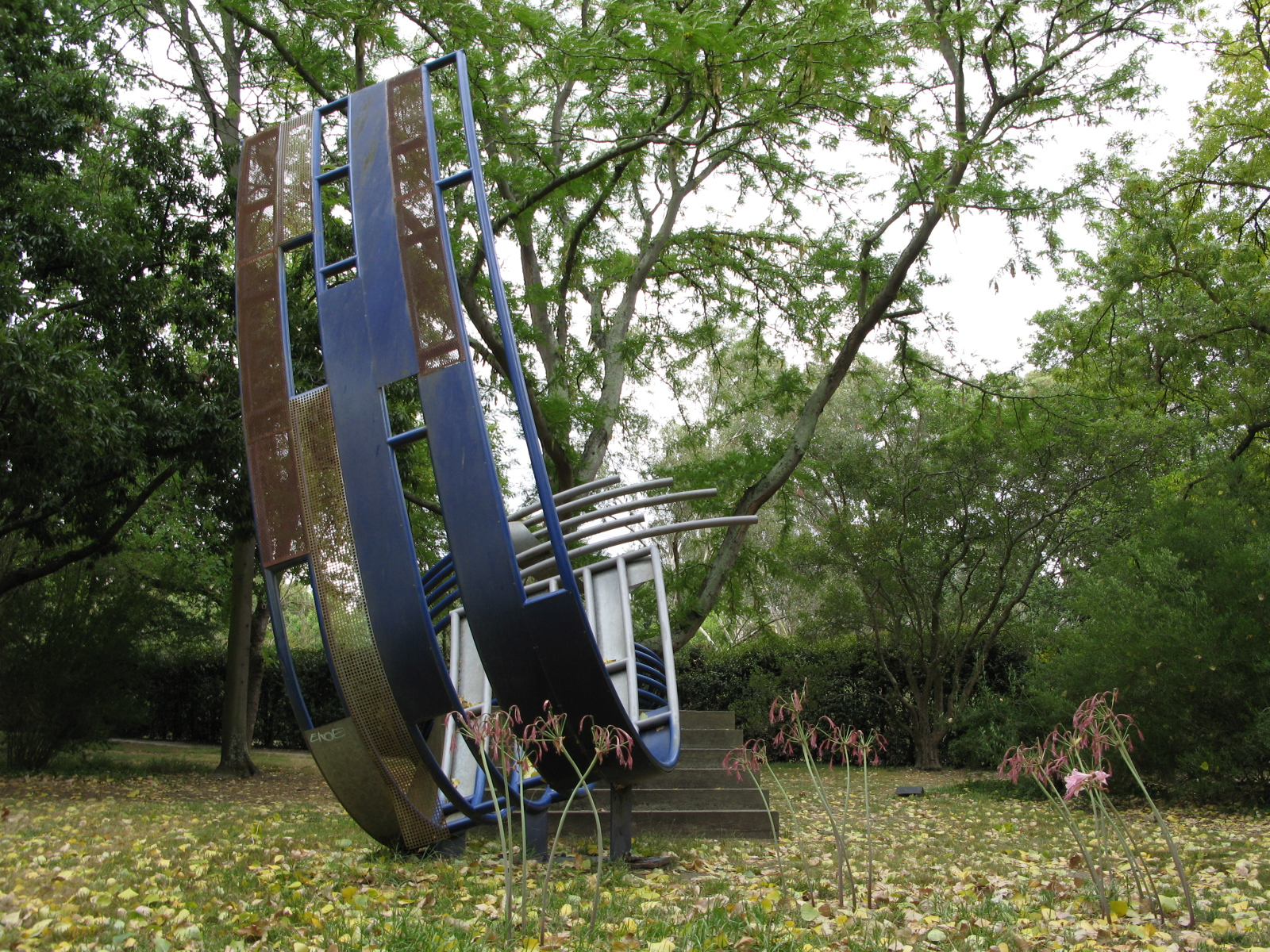
Skulpturenpark